# BICOM
El Centro de Investigación y Comunicaciones de Gran Bretaña Israel (en inglés británico: Britain Israel Communications and Research Centre) (BICOM), es una organización sin ánimo de lucro (OSAL), con sede en el Reino Unido que actúa para promover el conocimiento de Israel y Oriente Medio en el Reino Unido.  
BICOM publica materiales como sesiones informativas y una revista, Fathom, que cubre la historia, la economía, la cultura y la política de Israel, los planes de paz de Oriente Medio, el terrorismo en Oriente Medio, las relaciones entre el Reino Unido e Israel y la política exterior.

## Historia
BICOM fue fundada en 2002 por Poju Zabludowicz tras la Segunda Intifada. Se financia a través de donaciones privadas.
En 2005, Ruth Smeeth se incorporó como directora de asuntos públicos y campañas.
En 2009, se describió como "una de las operaciones mediáticas más persistentes y hábiles en la batalla por la influencia sobre los formadores de opinión pública".

## We Believe in Israel
We Believe in Israel es una organización de defensa de Israel en el Reino Unido. El director actual es el ex-concejal laborista del Reino Unido, Luke Akehurst. Creemos en Israel proporciona materiales de aprendizaje a la Junta de Diputados de los Judíos Británicos y a la Sinagoga Unida. We Believe in Israel, es miembro del Consejo de Liderazgo Judío. Según su sitio web, Creemos en Israel fue fundado después de una conferencia que tuvo lugar en Londres en mayo de 2011, con el apoyo de 26 organizaciones comunitarias y con la asistencia de 1.500 delegados. En la década de 2010, el grupo le pidió al Grupo Cooperativo que revocara su decisión de boicotear ciertos productos israelíes.

## RevistaFathom
Fathom fue fundada en 2012 por el teórico político Alan Johnson como una revista académica en línea de código abierto, trimestral, bajo el lema: Fathom: para una comprensión más profunda de Israel y la región. Martin Sherman, del Instituto de Estudios Estratégicos de Israel, acusó a Fathom en 2016 de "sofocar el debate" al negarse a publicar artículos de escritores que se oponen a la solución de dos Estados.